# Свєтлий (Якутія)
Свєтлий (рос. Све́тлый, якут. Сибиэтлэй) — селище міського типу Мирнинського району Якутії. Розташований у 75 км від Мирного на південному краю Вілюйського плато (частина Середньосибірське плоскогір'я), на правому березі річки Вілюй.
Населення 3137 жителів (2010 рік).

## Історія
Селище було засновано наприкінці 1970-х років як селище будівельників Вілюйської ГЕС-ІІІ. Через економічну кризу в СРСР (1980-і роки) та Росії (1990-і роки) та брак фінансування завершення будівництво проекту була значно затрималось, вироблення електроенергії ГЕС розпочалося лише в 2004 році, і було введено в експлуатацію три з чотирьох запланованих турбін.
Статус селища міського типу було надано Свєтлому в 1984 році

## Економіка
Вілюйська ГЕС-ІІІ, потужністю 270 МВт, є містоутворюючим підприємством. ГЕС є власністю компанії по видобутку алмазів АЛРОСА. Значна частина населення селища схильна до маятникової міграції в зв'язку з роботою вахтовим методом на алмазоносних родовищах Нюрбинського ГЗК (АЛРОСА) і будівництві нафтогону «Східний Сибір — Тихий океан».
Свєтлий з'єднаний 33-кілометровою дорогою з Анабарським шосе між Мирним і селищем Чернишевського. Евенкійське село Сюльдюкар знаходиться в 25 км (16 миль) вниз по течії Вілюя і до нього можна дістатися на човні влітку або зимником, коли річка замерзає.